# Інга Тідблад
Інга Софія Тідблад (швед. Inga Sofia Tidblad; 29 травня 1901, Стокгольм — 12 вересня 1975, Стокгольм) — шведська акторка, одна з найпопулярніших акторок шведського театру.

## Життєпис
Народилася в родині інженера Отто Тідблада та Хельги Тідблад (до шлюбу Крумлінде). Виросла в Стокгольмі. Навчалася в школі акторської майстерності Королівського драматичного театру з 1919 по 1922 роки. У студентські роки вже була визнана потенційною зіркою як аудиторією, так і критикою, за дебютне виконання ролі Аріель в п'єсі Шекспіра «Буря», поставленої Улофом Муландером. Після закінчення театральної школи грала в Шведському театрі Стокгольма, де в 1924 році здодбула зірковий статус завдяки ролі Офелії в «Гамлеті». Її партнером у виставі був Інгольф Шанке. У трупі Тідблад залишалася аж до пожежі 1925 року, яка назавжди знищила театр.
Інга Тідблад відома перш за все головними жіночими ролями у виставах за п'єсами Шекспіра і Стріндберга. Вона зіграла Офелію в «Гамлеті», Біллі Мур в «Бродаєє», Ангела у Cenodoxus, Ауду в Graven under triumfbågen, Анну Болейн в «Генріху VIII», Джульєтту в «Ромео і Джульєтті», Еллен в Älskling jag ger mig, Розалінду «Як вам це сподобається», Лотту Ентерфельт в Svenska sprätthöken, Алегру в Key Largo (1940) Максвелла Андерсона, Соню в «Злочині і покаранні», Бланш у Folkungasagan, Порцію «Юлії Цезарі», Мері Вестера в Mayerlingdramat, Сесілію в Rovdjuret, доньку в Spöksonaten Стринберга, місіс Кеньон у «Жайворонці» (1943) Самсона Рафаельсона, Беренгер в «Юпітері» (1943) Роберта Буассі, Маргариту Готьє в «Дамі з камеліями» (1954), Мері Тайрон у світовій прем'єрі драми Юджина о'Ніла «Довгий день йде в ніч» (1956), місіс Шенкленд та Сібіл Рэйлтон-Белл у п'єсі Теренса Реттігена "За окремими столиками" в Васатеатерн у сезоні 1958—1959 років і королеву Христину в п'єсі «Христина» (1961) Стріндберга.
Тідблад працювала в найбільших театрах Швеції. Після Шведського театру вона грала в Васатеатерн у 1925—1926 роках, в Оскартеатерн у 1926—1932 роках і в Королівському драматичному театрі у 1932—1963 роках.
У 1956 році нагороджена премією Юджина о'Ніла. Після завершення театральної кар'єри Інга Тідблад кілька разів поверталася на сцену і знімалася в кіно.
Кінематографічна кар'єра акторки включає ранні шведські німі фільми: Norrtullsligan (1923), Mälarpirater (1923), Farbror Frans (1926) і Svarte Rudolf 1928. Дебютним для неї став фільм в Андерссон, Pettersson och Lundström (1923). У 1930 році вона знялася в головній ролі у першому шведському звуковому фільмі För hennes skull, де її партнером був Йеста Екман. Іншими значними появами на екрані стали ролі у фільмах Sången om den eldröda blomman (1934), Intermezzo (1936), Lågor i dunklet (1942), Det brinner en eld (1943), Den osynliga muren (1944), Frånskild (1951, режисер Густав Муландер, автор сценарію Інгмар Бергман), Kvinnohuset (1953), Enhörningen (1955), Pärlemor (1961) і Pistolen (1973), за який Тідблад була удостоєна премії «Золотий жук» за найкращу жіночу роль.
Інга Тідблад також озвучувала Піноккіо в шведському дубляжі мультфільму Волта Діснея «Піноккіо» (1940), а також у 1956 році брала участь як запрошена зірка в епізоді раннього американського серіалу Foreign Intrigue.
Перебувала у шлюбі з актором Рагнаром Більбергом з 1923 по 1930 роки, а після його ранньої смерті — з актором Гоканом Вестергреном з 1931 року до самої смерті в 1975 році.
У першому шлюбі народила дочку Лену Більберг (1926), у другому — дочку Мег Вестергрен (1932) і сина Клеса-Хакана Вестергрена (1935), які також обрали акторську кар'єру.

## Вибрана фільмографія
- Андерссон, Pettersson och Lundström (1923)
- Mälarpirater (1923)
- Norrtullsligan (1923)
- Grevarna på Svansta (1924)
- Ödets man (1924)
- Farbror Frans (1926)
- Svarte Rudolf (1928)
- För hennes skull (1930)
- Längtan till havet (1930)
- Hälsingar (1933)
- Hon eller ingen (1934)
- Sången om den eldröda blomman (1934)
- Intermezzo (1936)
- Janssons frestelse (1938)
- Lågor i dunklet (1942)
- Det brinner en eld (1943)
- Den osynliga muren (1944)
- Kungajakt (1944)
- Galgmannen (1945)
- Frånskild (aka Divorced) (1951)
- Kvinnohuset (1953)
- Gabrielle (1954)
- Enhörningen (aka The Unicorn) (1955)
- Foreign Intrigue (телесеріал, 1956)
- Pärlemor (1961)
- Ateljé Mia (1965)
- Glasmenageriet («Скляний звіринець», телеспектакль, 1967)
- Drottningens juvelsmycke (міні-серіал, 1967)
- Pistolen (1973)
- Gangsterfilmen (1974)